# Rathaus Reinickendorf (Berlins tunnelbana)
Rathaus Reinickendorf är en tunnelbanestation på linje U8 i Berlins tunnelbana